# Morbier (ost)

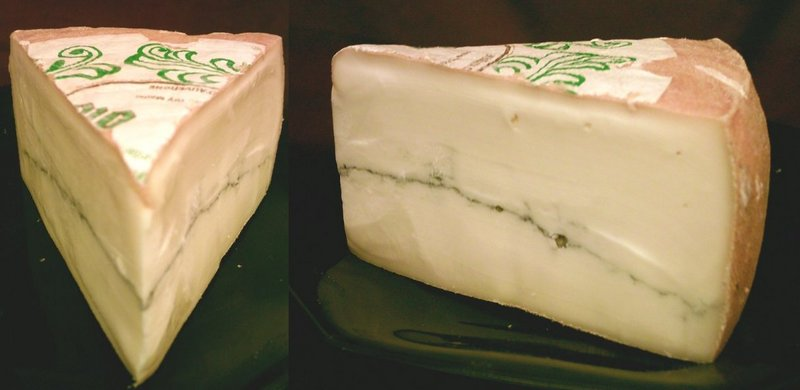
Morbier

Morbier är en halvhård ost från Jura i Frankrike, som har ett lager av träaska i mitten. Förr använde herdarna sot från ystkaret för att skilja morgon- och kvällsmjölken åt, och detta blev sedan till den så kallade Morbierosten.
Numera tillverkas inte osten på detta sätt, men osten delas fortfarande i två delar och ett lager av aska och salt tillsätts för att få fram det karaktäristiska utseendet. Osten är tillverkad av pastöriserad eller opastöriserad komjölk. Den är ganska mild i smaken, men fler smaker framträder om den rumstempereras. Fetthalten ligger på 45 % i torrmassan.